# The Antlers
The Antlers sind eine US-amerikanische Indie-Rock-Band um den Sänger Peter Silberman.

## Bandgeschichte
Zunächst waren die Antlers ein Soloprojekt Peter Silbermans, der in einer Zeit persönlicher Krise die ersten Alben Uprooted und In the Attic of the Universe im Alleingang schrieb und einspielte. 
Für das dritte Album, Hospice, erweiterte er die Gruppe um Michael Lerner und Darby Cicci. Das Album erzählt die Geschichte einer Liebe zwischen dem Erzähler und einer todkranken, an Knochenkrebs leidenden Frau, die im Memorial Sloan-Kettering Cancer Center behandelt wird. Das Album wurde zunächst im März 2009 von der Band selbst herausgegeben. Nachdem das Album großen Anklang gefunden hatte, schloss die Band sich dem Independent-Label Frenchkiss Records an, das das Album im Oktober 2009 auch in Deutschland veröffentlichte. Auch von Kritikern wurde das Album positiv aufgenommen. Der Song Kettering wurde im Tatort Er wird töten und in der ersten Folge der Fernsehserie Sense8 verwendet.
2011 erschien der Nachfolger Burst Apart. Trotz des durch die für Hospice positiven Kritiken hohen Erwartungsdruckes wurde auch dieses Album positiv aufgenommen. Erstmals stammen nicht alle Songtexte auf dem Album von Peter Silberman.

## Diskografie

### Studioalben
- Uprooted (2006)
- In the Attic of the Universe (2007)
- Hospice (2009)
- Burst Apart (2011)
- Familiars (2014)
- Green to Gold (2021)

### EPs
- Cold War (2008)
- New York Hospitals (2008)
- (together) (2011)
- Undersea (2012)

### Singles
- Bear (2009)
- Two (2009)